# Unio pictorum
Unio pictorum Linneo, 1758, è un mollusco bivalve d'acqua dolce della famiglia Unionidae, diffuso in Europa.